# Etyl cinnamat
Etyl cinnamat là một este của axit cinnamic và ethanol. Nó có mặt trong tinh dầu của quế tinh khiết. Etyl cinnamat là một hợp chất hữu cơ có công thức là C11H12O2 với khối lượng nguyên tử là 176,21 g/mol, mật độ 1,05 g/cm³, nhiệt độ sôi là 271 °C và nhiệt độ nóng chảy là từ 6.5 đến 8 °C.
Etyl cinnamat khi ở nhiệt độ phòng là một chất lỏng không màu. Nó không tan trong nước, có tính chất tương đối ổn định. Ngoài ra, etyl cinnamat không tương thích với các chất oxy hoá mạnh, axit, base, các chất khử.
Etyl cinnamat xuất hiện tự nhiên trong ổi, dâu tây, rượu vang trắng và đỏ, rượu brandy, rum, vani và lê chua. Hương vị của nó bao gồm vị: trái cây, mận, hương thơm giống anh đào, hương vị trái cây ngọt, hương thơm, quả mọng, nước ngọt pha trộn, hương xanh với vanilla mùi thơm hoa lan. Nó có thể được sử dụng để tạo ra mùi thơm dễ ăn của hạnh nhân, vanilla, quế, mật ong, quả mọng, nước ngọt pha trộn, mùi thơm, vị cay, nho và hương vị anh đào.

## Tên gọi
Tên IUPAC:
ethyl (E)-3-phenylprop-2-enoate.
Một số tên gọi khác của etyl cinnamat là:
- 2-Propenoic acid, 3-phenyl-, ethyl ester
- Ethyl 3-phenyl-2-propenoate
- Cinnamic acid, ethyl ester
- Ethyl β-phenylacrylate
- Ethyl 3-phenylpropenoate
- Ethyl 3-phenylacrylate
- Ethyl benzylideneacetate
- NSC 6773
- trans-Ethyl cinnamate
- 103-36-6
- EINECS 203-104-6
- BRN 1238804
- Al3-00667
- AC1LCUWH
- Etyl cinnamat, 99%
- Benzeneacrylic axit etyl
- 3-Phenylpropenoic axit etyl